# Tube scintillant
 (octobre 2016).

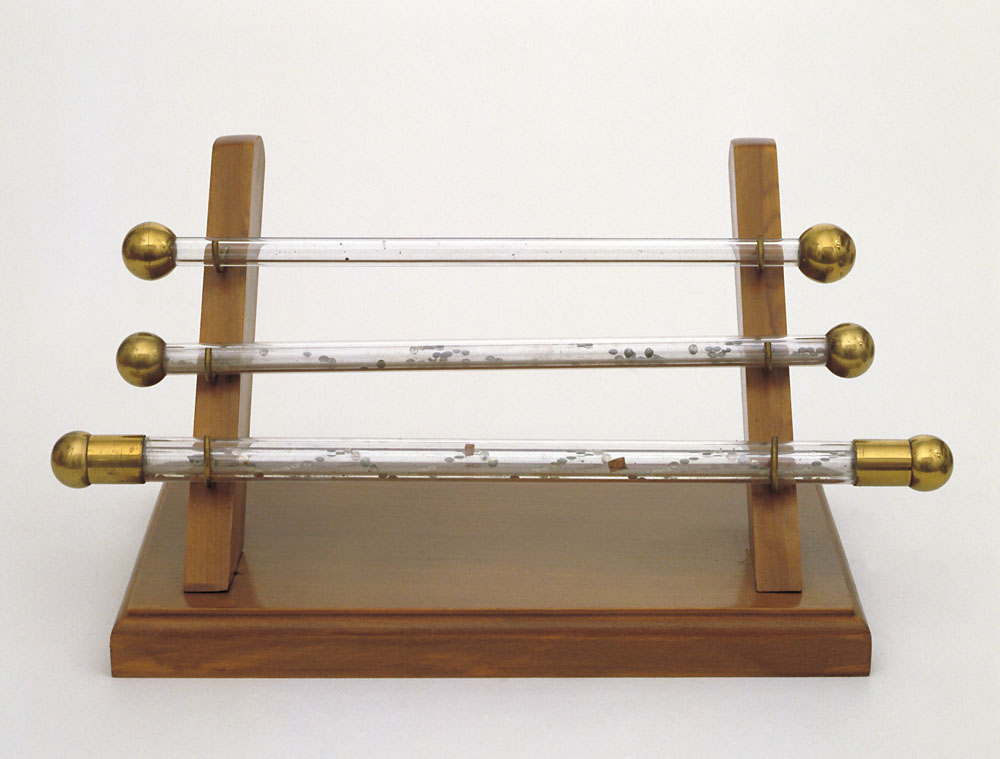
Tubes scintillants au Museo Galileo, Florence.

Le tube scintillant est un instrument électrique conservé au Musée Galilée de Florence.
Connu sous le nom de « serpent électrique » ou « tube scintillant », cet objet était populaire à la fin du XVIIIe siècle pour l'effet spectaculaire qu'il produisait dans le noir. Le tube scintillant est un dispositif formé de deux tubes en verre emboîtés l'un dans l'autre. Des petits ronds en feuille d'aluminium disposés à distance régulière en spirale sont collés sur la superficie extérieure du tube. Le tube extérieur est clos aux deux extrémités par des embouts en laiton, qui sont en contact avec les petits ronds aux bouts de la spirale. Quand une extrémité du tube est tenue dans une main et que l'on approche l'autre au conducteur d'une machine électrostatique en marche, une série de décharges lumineuses se produit, formant une longue spirale de feu.